# Marcelo Delgado
Pour les articles homonymes, voir Delgado.
Marcelo Alejandro Delgado, surnommé « El Chelo » (« le Violoncelle » en espagnol), est un footballeur argentin né le 24 mars 1973 à Capitán Bermúdez. Il évolue au poste d'attaquant.

## Carrière
- 1990-1994 : CA Rosario Central  Argentine
- 1994-1995 : CD Cruz Azul  Mexique
- 1995-2000 : Racing Club  Argentine
- 2000-2003 : Boca Juniors  Argentine
- 2003-2004 : CD Cruz Azul  Mexique
- 2005-2006 : Boca Juniors  Argentine
- 2006-2007 : CA Belgrano  Argentine
- 2007-2008 : Barcelona SC  Équateur

## Sélections
- 18 sélections et 0 but avec l'Argentine de 1995 à 2002.